# Popillia chlorion
Popillia chlorion är en skalbaggsart som beskrevs av Newman 1838. Popillia chlorion ingår i släktet Popillia och familjen Rutelidae. Inga underarter finns listade i Catalogue of Life.